# Huépac
Huépac è un comune del Messico, situato nello stato di Sonora.